# Ники, Рики, Дики и Дона
„Ники, Рики, Дики и Дона“ (на английски: Nicky, Ricky, Dicky & Dawn) е американски комедиен сериал, разработен от Майкъл Фелдман и създаден от Мат Флекенщайн, който се излъчва по Nickelodeon от 13 септември 2014 г. до 4 август 2018 г. В сериала участват Браян Степанек, Алисън Мън, Ейдън Галахър, Кейси Симпсън, Мейс Коронел, Лизи Грийн, Габриел Елайс и Кайла-Дрю Симънс.

## Актьорски състав

### Главни герои
- Браян Степанек – Том
- Алисън Мън – Ан
- Ейдън Галахър – Ники
- Кейси Симпсън – Рики
- Мейс Коронел – Дики
- Лизи Грийн – Дона
- Габриел Елайз – Джоузи (първи сезон)
- Кайла-Дрю Симънс – Мей

### Второстепенни герои
- Линкълн Мелхиър – Мак (сезони 1-3)
- Джейсън Симс-Прюит – Директор Тариан (сезони 2-3)
- Сиена Агудонг – Натлий (сезони 2-4)
- Хейдън Крофърд – Дули (сезони 3-4)
- Тиодор Джон Барнс – Майлс (сезони 3-4)
- Изабела Ревъл – Ейвъри (сезони 3-4)
- Ариана Молкара – Сади (сезони 3-4)

## Производство
Сериалът е оригинално вдигнат за 13 епизоди на 13 март 2014 г., и по-късно е увеличен за 20 епизода. Премиерата на сериала е излъчена на 13 септември 2014 г. На 18 ноември 2014 г. сериалът е подновен за втори сезон. Премиерата на втория сезон е излъчена на 23 май 2015 г. На 9 февруари 2016 г. служителите на „Никелодеон“ подновяват сериала за трети сезон, който съдържа 14 епизода. Също така е съобщено, че Мат Флекенщайн ще се оттегли като шоурънър. Актрисата Лизи Грийн съобщи в Туитър акаунта си, че производството за третия сезон е започнал на 26 април 2016 г. Премиерата на третия сезон е излъчена на 7 януари 2017 г. Сериалът е подновен за четвърти сезон и редът за епизодите на третия сезон се увеличават от 14 до 24 епизода на 20 март 2017 г. На 4 октомври 2017 г. е съобщено, че Мейс Коронел ще напусне сериала за пет епизода преди края на четвъртия сезон и сградата на „Никелодеон“. На 15 ноември 2017 г. „Никелодеон“ съобщи, че четвъртия сезон ще е последен за сериала.

## В България
В България сериалът започва излъчване на 21 септември 2015 г. по локалната версия на „Никелодеон“ до лятото на 2021 г.
В края на 2022 г. се излъчва в стрийминг платформата SkyShowtime.

### Нахсинхронен дублаж
| Роля          | Изпълнител                                |
| ------------- | ----------------------------------------- |
| Ники          | Татяна Етимова                            |
| Дики          | Светлана Смолева                          |
| Мей           | Златина Тасева                            |
| Том Харпър    | Мартин Герасков                           |
| Ан Харпър     | Яна Огнянова                              |
| Други гласове | Петър Върбанов Николай Пърлев Росен Русев |